# アルス (電機メーカー)
アルス株式会社（ARS Co., Ltd.）は、福島県本宮市に本社を置く半導体やスイッチング電源の製造を手掛けている企業。

## 沿革
- 1972年8月 - アルス精密株式会社設立。
- 1983年9月 - アルス電子株式会社設立。
- 1984年12月 - 関連会社として福島電子工業株式会社を設立。
- 1989年1月 - 株式会社エーピーシー設立。
- 1989年4月 - アルス物流株式会社設立
- 1991年2月 - アルス事業協同組合設立。
- 1997年4月 - アルスマイクロデバイス株式会社設立。
- 2001年8月 - アルス精密が、アルス電子、エーピーシー、アルスマイクロデバイスを吸収合併し、アルス電子株式会社に社名変更。
- 2012年3月 - 商号をアルス株式会社へ変更。
- 2019年1月 - 経営破綻したイーター電機工業の破産管財人よりスイッチング電源事業を譲受[1]。
- 2020年10月 - アルス電子機器を吸収合併[2]。

## その他
- 近隣には東北村田製作所本宮事業所や、ゼビオ流通センターなどがある。
- 国道4号沿いの工業団地内にあるため、アクセスは良い。